# Alessandro Rondone
Alessandro Rondone, även Rondoni, född 1644 i Rom, död efter 1710, var en italiensk skulptör under barockepoken.

## Verk i urval
- Kardinal Giovanni Francesco Ginetti – Cappella Ginetti, Sant'Andrea della Valle[1]
- Den helige Angelus av Jerusalem – högaltaret, Santa Maria in Traspontina[2]